# Tiefseegorgonie
Die Tiefseegorgonie (Iciligorgia schrammi) kommt in der Karibik, bei den Bahamas, an den Küsten Floridas, und an der Atlantikküste Südamerikas von Kolumbien bis Brasilien vor. Im Flachwasser ab Tiefen von 15 Metern ist sie noch selten, wird aber bestandsbildend in Tiefen bis weit unter 300 Metern. Sie wächst stets nur an lichtgeschützten und strömungsreichen Steilwänden.
Sie bildet bis zu zwei Meter hohe, fächerförmige, in einer Ebene quer zur Strömung stehende Kolonien, die sich dichotom, aber nicht sehr regelmäßig verzweigen. Ihre Äste sind leicht abgeflacht und im Flachwasser graubraun bis bordeauxrot gefärbt, in tieferem Wasser werden sie heller. Die Polypen sind auch tagsüber geöffnet. Von verwandten Arten unterscheidet sie sich durch die Form und Dicke der Äste sowie die Farbe der Polypen. Bei den nicht verwandten, aber im gleichen Lebensraum lebenden Schwarzen Korallen (Antipatharia) sind die Polypen heller und sitzen in kleinen Kelchen nur am Außenrand der Äste.